# Rudolf Battěk
Rudolf Battěk (Bratislava, Checoslovaquia, 2 de noviembre de 1924 - 17 de marzo de 2013) fue un sociólogo y político checo. Ejerció un liderazgo como activista disidente durante el régimen comunista en Checoslovaquia.

## Biografía
Nacido en Bratislava (actual Eslovaquia), fue uno de los cofundadores en 1968 del Club de los Miembros Comprometidos Sin Partido (en checo Klub angažovaných nestraníků), un movimiento sociopolítico que promovía los derechos humanos y que luego fue prohibido por la Unión Soviética, siguiendo la política de la invasión de Checoslovaquia por el Pacto de Varsovia, que acabó con la Primavera de Praga. Battěk fue arrestado y encarcelado en dos ocasiones por sus actividades públicas anticomunistas en contra del régimen comunista checoslovaco, pasando gran parte de los años 70 y 80 en prisión por órdenes de las autoridades comunistas de la época.
En 1977, Rudolf Battěk fue uno de los firmantes de la Carta 77, una declaración que criticaba al régimen comunista checoslovaco en materia de derechos humanos. Posteriormente se integró al Comité por la Defensa de los Procesados Injustamente.
En 1989, ya en libertad reingresa a su actividad política siguiendo la Revolución de Terciopelo. Ingresó al Partido Socialdemócrata Checo (ČSSD), pero fue expulsado del partido en junio de 1990, incorporándose a la Asociación de Socialdemocrátas de Checoslovaquia. En 1993, tras la disolución de Checoslovaquia, el líder del ČSSD revirtió la expulsión de Battěk del partido y lo invitó a reincorporarse a sus filas, rechazando tal invitación con la intención de permanecer en la Asociación de Socialdemócratas. En 1996, Rudolf Battěk inició su candidatura al Senado de la República Checa como independiente por el Ward 8 de Praga, pero no contó con los votos necesarios para ser electo.
Durante los años 1980 y 1990, Battěk escribió una serie de tratados filosóficos y ensayos de tipo sociológico, tanto en checo como en alemán.
En 1997 fue condecorado con la Orden de Tomáš Garrigue Masaryk por el presidente checo de entonces, Václav Havel.
Rudolf Battěk falleció el 17 de marzo de 2013 a la edad de 88 años.

## Obras literarias

### En alemán
- Deutsche und Tschechen (1995)

### En checo
- Eseje z ostrova (1982)
- Strast z nekonečna (1986)
- Dámy a pánové! Sbírka aforismů, sentencí a maxim (1992).